# Миранда, Франсиско
Себастья́н Франси́ско де Мира́нда-и-Родри́гес (исп. Sebastián Francisco de Miranda y Rodríguez; 28 марта 1750, Каракас — 14 июля 1816, Сан-Фернандо, Испания) — руководитель борьбы за независимость испанских колоний в Южной Америке. Революционер, национальный герой, знаковая фигура Республики Венесуэла. Автор флага Венесуэлы. Участник и жертва Великой французской революции.

## Биография
Родился Франсиско Миранда 28 марта 1750 года в Каракасе — столице испанской колонии Венесуэла. Его отец Себастья́н де Мира́нда Равело был уроженцем Оротавы на острове Тенерифе и потомком гуанчей. Переселившись в Каракас, Себастья́н в 1749 году женился на местной уроженке Франси́ске-Антонии Родригес де Эспиноса, также имевшей канарских предков.
В 1764 году Франси́ско де Мира́нда поступил в Каракасский университет. В 1771 году юноша уехал в Испанию. Через два года вступил в испанскую армию и получил чин капитана — но, в то же время, поддерживал связи с сепаратистскими кругами Кубы и Венесуэлы, выступавшими за независимость от Испании.
Намереваясь опереться в борьбе с Испанией на помощь европейских государств, Миранда в 1785 году уехал в Англию, а затем предпринял поездки по столицам Европы. В общей сложности, за время своих странствий и пропагандирования идеи независимости латиноамериканских стран он встретил множество важных фигур своего времени, таких как Наполеон Бонапарт, Джордж Вашингтон, Фридрих II Прусский, Артур Веллингтон, Уильям Питт, Станислав Понятовский, Жильбер Лафайет, а также нашёл единомышленников из самой Латинской Америки (Симон Боливар, Хосе де Сан-Мартин, Бернардо О’Хиггинс).
В 1786—1787 годы Миранда посетил Россию и добился от русского правительства денежных субсидий и дипломатической поддержки. Покровительство, оказанное Миранде Екатериной II, было связано с тем, что в конце 1786 года Екатерина решила послать к берегам Америки эскадру под начальством капитана Муловского. Учитывая возможность вооружённого столкновения с Испанией на этой почве, русское правительство стремилось использовать в своих интересах латиноамериканских сепаратистов (и в частности Миранду). Однако война с Турцией, а затем — со Швецией, заставили русское правительство отказаться от экспедиции Муловского.
В России Миранда познакомился с Суворовым и Потёмкиным; во время дипломатического конфликта России с Испанией ему был пожалован чин полковника русской службы. Во время таврического вояжа императрицы 14 февраля 1787 года его принимал граф Безбородко в киевском дворце. В описании поездки есть подробности о многих исторических пунктах Крыма.
В марте 1790 года Миранда лично предложил английскому правительству организовать экспедицию в Испанскую Америку, с целью вызвать там восстание против Испании. Он предполагал создать на освобождённых землях конституционную монархию, во главе с одним из потомков династии Инков. В виде компенсации за помощь сепаратистам Великобритания должна была получить ряд торговых привилегий и испанскую часть Вест-Индии. Проект Миранды встретил благосклонное отношение со стороны английских министров. Вопрос о снаряжении экспедиции был в принципе решён, — но в связи с подписанием торгового договора с Испанией (октябрь 1790) она была отложена.
В 1792 году Миранда приехал в революционную Францию, где тесно сблизился с жирондистами. Вскоре он получил чин бригадного генерала и командовал дивизией в Северной армии. 29 ноября 1792 года французские войска, под руководством Миранды, взяли Антверпен.
После чего он был назначен командующим всеми французскими войсками в Бельгии. С 21 февраля по 2 марта 1793 года корпус Миранды безуспешно осаждал Маастрихт, обороняемый прусскими войсками. 18 марта Миранда потерпел серьёзное поражение от австрийских войск при Неервиндене.
Его вызвали в Париж, где обвинили в измене и связях с Дюмурье, перешедшим в это время на сторону неприятеля. 20 апреля 1793 года Миранда был арестован и предстаёт перед Революционным трибуналом, который 16 мая его оправдал. Однако после свержения жирондистов Миранда снова был арестован (9 июня 1793 года) и вышел на свободу только 17 января 1795 года, уже после термидорианского переворота.
В 1797 году Миранда уехал в Англию, где вёл переговоры с правительством Уильяма Питта по вопросу организации борьбы за независимость Венесуэлы. Не добившись положительных результатов, уехал в США.

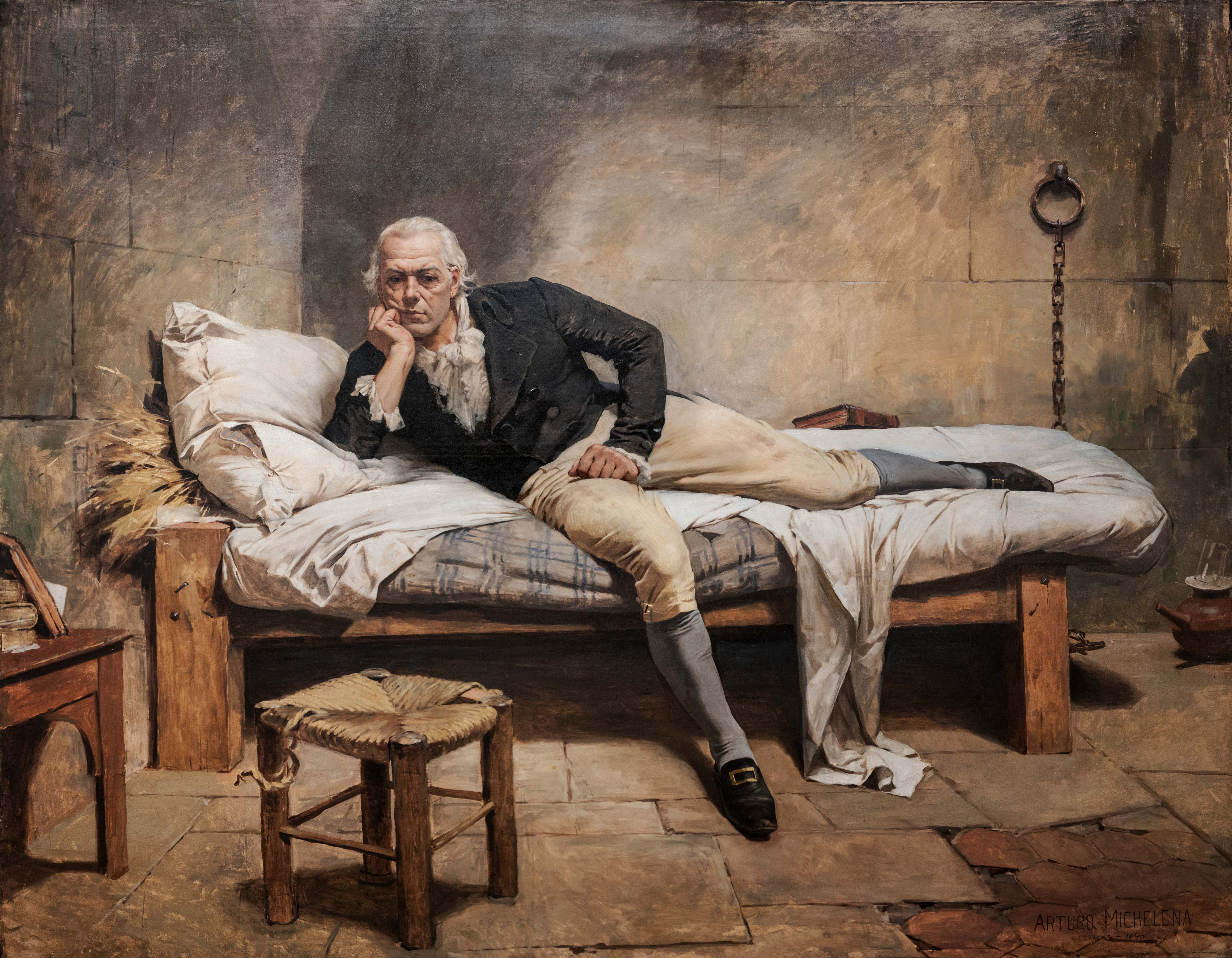
Артуро Михелена. Миранда в Ла Карраке. 1896

В 1806 году сформировал отряд добровольцев и несколько раз десантировался на Венесуэльское побережье с целью поднять освободительное восстание. В 1811 году был назначен генерал-лейтенантом патриотической армии Венесуэлы. 5 июня 1811 года торжественно провозгласил независимость Венесуэлы. В 1812 году был назначен генералиссимусом венесуэльской армии и наделён диктаторскими полномочиями.
В мае-июле 1812 года испанцы вернули контроль над большей частью Венесуэлы. 25 июля в Сан-Матео был подписан акт о капитуляции венесуэльской армии. 31 июля Миранда был арестован Боливаром и передан испанским властям. Заключён в тюрьму города Ла-Гуайре. В 1813 году Миранда был выслан на Пуэрто-Рико, где содержался в крепости; в январе 1814 года был этапирован в Испанию, где заключён в тюрьму Ла-Каррака. 14 июля 1816 года Себастья́н Франси́ско де Мира́нда-и-Родри́гес умер в испанской тюрьме.

## Память
- В Парке 300-летия Санкт-Петербурга 28 марта 2012 года открыт памятник Франсиско Миранде (скульптор Хосе Энжела Караско), переданный в дар Санкт-Петербургу президентом Венесуэлы Уго Чавесом[7].
- Изображён на банкноте Венесуэлы в 2 боливара 2007—2019 гг.
- В 2010 году «Средней школе № 17 г. Гомеля» было присвоено имя национального героя Венесуэлы Франсиско де Миранды[8].

## Комментарии
1. ↑  Отец-основатель Уругвайской державы (Восточной республики Уругвай) Хосе Хервасио Артигас тоже был потомком гуанчей.
2. ↑  В верхнюю палату парламента д. б. войти индейские касики.
3. ↑  Якобинских «левацких» крайностей Миранда, по всей видимости, не разделял.
4. ↑  Пригород Каракаса, населённый преимущественно басками. Одним из ла-гуайрских басков был Симон Боливар